# Реакционно-диффузная модель
Реакционно-диффузная модель — описание сочетания пространственно распределённой химической реакции с диффузией химических реагентов через субстрат. Как правило, 2 или более реагентов диффундируют сквозь субстрат, реагируя друг с другом и порождая стабильные паттерны, которые, если говорить о живых системах, могут служить основой для биологического формообразования.
В общем смысле соответствует понятию автоволнового процесса.
В химии первой такого типа была обнаружена и исследована реакция Белоусова—Жаботинского, которая и дала толчок развитию автоволновых исследования в СССР.
Известен своими исследованиями химических сред реакционно-диффузного типа К. И. Агладзе.
В начале XXI-го века было выявлено, что система свёртывания крови также относится к химическим средам реакционно-диффузного типа.